# ロイシントランスアミナーゼ
ロイシントランスアミナーゼ(Leucine transaminase、EC 2.6.1.6)は、以下の化学反応を触媒する酵素である。
L-ロイシン + α-ケトグルタル酸{\displaystyle \rightleftharpoons }4-メチル-2-オキソペンタン酸 + L-グルタミン酸
従って、この酵素の基質はL-ロイシンとα-ケトグルタル酸の2つ、生成物は4-メチル-2-オキソペンタン酸とL-グルタミン酸の2つである。
この酵素は転移酵素、特に窒素基を移すトランスアミナーゼに分類される。系統名はL-ロイシン:2-オキソグルタル酸 アミノトランスフェラーゼ(L-leucine:2-oxoglutarate aminotransferase)である。他に、L-leucine aminotransferase、leucine 2-oxoglutarate transaminase、leucine aminotransferase、leucine-alpha-ketoglutarate transaminase等とも呼ばれる。この酵素は、バリン、ロイシン、イソロイシンの分解及び生合成、パントテン酸や補酵素Aの合成に関与している。補因子としてピリドキサールリン酸を必要とする。